# Lupinus truncatus
Lupinus truncatus är en ärtväxtart som beskrevs av William Jackson Hooker och George Arnott Walker Arnott. Lupinus truncatus ingår i släktet lupiner, och familjen ärtväxter. Inga underarter finns listade i Catalogue of Life.

## Bildgalleri

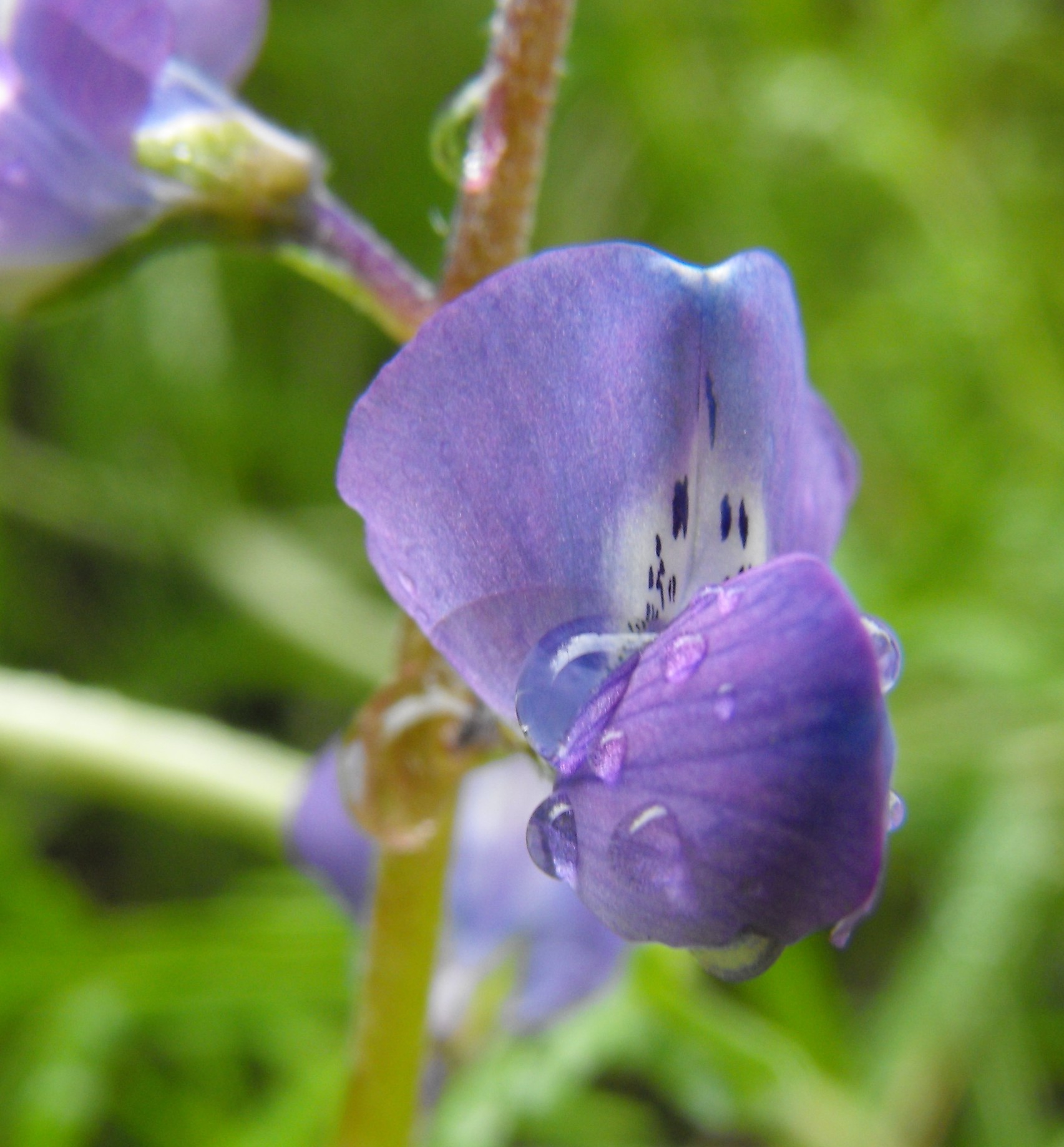